# アクセスオンライン
株式会社アクセスオンライン（ Access online.,ltd.）は、東京都豊島区に本社を置く通信サービス・情報通信機器販売・それに関わるすべての業務、固定回線事業、モバイル事業、OA機器事業、ブランディングプロモーション事業などを行う企業である。

## 沿革
- 1987年(昭和62年)
  - 7月 アクセスオンライン設立。
- 2003年(平成15年)
  - 大阪市北区梅田に本社移転。
- 2005年(平成17年)
  - 5月　福岡県福岡市に福岡営業所開設。
  - 6月　愛知県名古屋市に名古屋営業所開設。
- 2009年(平成21年)
  - 12月 大阪市難波に難波営業所開設。
- 2010年(平成22年)
  - 11月 東京都渋谷区に渋谷営業所開設。
- 2013年(平成25年)
  - 10月 ISO 27001認証取得[2]。
- 2017年(平成28年)
  - 8月　株式会社オーエスとの間でソフトバンク代理店事業授受。
- 2018年(平成30年)
  - 6月　101人連続跳び箱を跳び最多人数ギネス記録更新[3]。

## 支店・支社(オフィス)
- 大阪オフィス(〒530-0001 大阪府大阪市北区梅田1-1-3-2700 大阪駅前第3ビル27F)
- 名古屋オフィス(〒450-0003 愛知県名古屋市中村区名駅南1-19-13 AEビル6F)
- 博多オフィス(〒812-0013 福岡県福岡市博多区博多駅東2-6-23 博多駅前第2ビル4F)

## 関連会社
- ライト通信株式会社
- 株式会社エムコム
- 株式会社ライトアップ
- 株式会社ブランシュエンターテイメント
- 株式会社キャリアブランディング
- フィリピン政府公式認定語学学校現地法人NILS
- 株式会社ベストコミュニケーションズ